# تركي بن بندر بن عبد العزيز آل سعود
الأمير تركي بن بندر بن عبد العزيز آل سعود فريق طيار ركن، يشغل منصب قائد القوات الجوية الملكية السعودية منذ 26 فبراير 2018. هو الابن الثالث للأمير بندر بن عبد العزيز آل سعود.

## المؤهلات
المؤهلات العلمية والعسكرية:
- بكالوريوس علوم جوية.
- دورة التدريب التأسيسية.
- دورات تأهيلية.
- دورات متقدمة على الطائرات.
- دورة ضباط السراب.
- ماجستير القيادة والأركان.
- دورة كبار القادة.
- المشاركة في العديد من الندوات والمؤتمرات المحلية والدولية.

### التدرج الوظيفي
- ضابط طيار.
- ضابط خطط وعمليات.
- مدير مركز عمليات.
- مدير إدارة.
- قائد قاعدة.
- قائد منطقة.
- قائد القوات الجوية الملكية السعودية.[2]

## الأسرة
متزوج من الأميرة نجلاء بنت سطام بن عبد العزيز آل سعود، وله من الأبناء:
- الأمير فيصل بن تركي بن بندر. متزوج من كريمة الأمير سلطان بن فهد بن عبد العزيز آل سعود.[3]

- الأميرة مها بنت تركي بن بندر. متزوجة من الأمير فهد بن خالد بن سلطان بن عبد العزيز آل سعود ولها من الأبناء الأمير سلطان، والأمير نايف.

- له كريمة متزوجة من الأمير فهد بن بدر بن سعود بن عبد العزيز آل سعود.[4]

## الأوسمة والميداليات والأنواط
الأوسمة والميداليات والأنواط التي حصل عليها:
- ميدالية التقدير العسكري الدرجة الأولى.
- ميدالية تحرير الكويت.
- نوط القيادة. (للمرة الثانية)
- نوط الخدمة العسكرية لثلاثون عاماً.
- نوط المعركة.
- نوط الأمن. (للمرة الثانية)
- نوط الذكرى المئوية.
- نوط الإتقان. (للمرة الثانية)
- نوط الإدارة العسكرية. (للمرة الثانية)
- وسام دولة الكويت.
- وسام جوقة الشرف الفرنسي.
- وسام النجمة البرونزية الأمريكي.
- وسام الاستحقاق من الدرجة الأولى.
- نوط الحج.
- نوط الرامي.
- ميدالية درع الجنوب.
- نوط تمرين سيف عبد الله.
- وسام الملك فيصل من الدرجة الثانية.